# Edoardo Catellani
Edoardo Catellani (Milano, 24 luglio 1922 – Sondrio, 19 agosto 2018) è stato un politico italiano.
Consigliere comunale a Sondrio, Presidente della Camera di commercio di Sondrio, presidente del Consorzio provinciale obbligo istruzione tecnica di Sondrio, consigliere dell'Ente provinciale per il turismo, vice delegato provinciale del Coni, è stato senatore della Repubblica per tre legislature con il Partito Socialista Italiano dal 1968 al 1979 e vicepresidente vicario del Senato.